# آرکولا (ایلینوی)
آرکولا، ایلینوی (به انگلیسی: Arcola, Illinois) یک شهر در ایالات متحده آمریکا با جمعیت ۲٬۹۱۶ نفر است که در ایلی‌نوی واقع شده‌است.

## موقعیت جغرافیایی
موقعیت جغرافیایی شهرها و مناطق اطراف به شرح زیر است: